# 49 (број)
49 је број, нумерал и име глифа који представља тај број. 49 је природан број који се јавља после броја 48, а претходи броју 50.

## У математици
- Је квадрат броја седам

## У науци
- Је атомски број индијума

## У спорту
- Је рекордан низ одиграних утакмица без пораза у Енглеској лиги. Рекорд је постигао Арсенал у периоду од маја 2003. до октробра 2004. када су изгубили од Манчестер јунајтеда

## Остало
- Граница између САД-а и Канаде се налази на 49. северној паралели
- Аљаска је 49. држава Сједињених држава
- Је број француског департмана Мен и Лоаре
- Је међународни позивни број за Немачку[1]
- Је аутобуска линија у Београду која саобраћа на релацији Баново брдо - Насеље Степа Степановић[2]